# Порт-Гадлок-Айрондейл (Вашингтон)
Порт-Гадлок-Айрондейл (англ. Port Hadlock-Irondale) — переписна місцевість (CDP) в США, в окрузі Джефферсон штату Вашингтон. Населення — 3983 особи (2020).

## Географія
Порт-Гадлок-Айрондейл розташований за координатами 48°2′0″ пн. ш. 122°47′12″ зх. д. / 48.03333° пн. ш. 122.78667° зх. д. (48.033383, -122.786535).  За даними Бюро перепису населення США в 2010 році переписна місцевість мала площу 20,08 км², з яких 17,32 км² — суходіл та 2,77 км² — водойми.

## Демографія
Згідно з переписом 2010 року, у переписній місцевості мешкало 3580 осіб у 1579 домогосподарствах у складі 971 родини. Густота населення становила 178 осіб/км².  Було 1731 помешкання (86/км²).
Расовий склад населення:
| - 88,7 % — білих - 2,1 % — корінних американців - 1,6 % — азіатів - 0,8 % — чорних або афроамериканців - 0,4 % — вихідців з тихоокеанських островів |

До двох чи більше рас належало 5,8 %. Частка іспаномовних становила 3,5 % від усіх жителів.
За віковим діапазоном населення розподілялося таким чином: 20,4 % — особи молодші 18 років, 63,0 % — особи у віці 18—64 років, 16,6 % — особи у віці 65 років та старші. Медіана віку мешканця становила 44,9 року. На 100 осіб жіночої статі у переписній місцевості припадало 98,0 чоловіків;  на 100 жінок у віці від 18 років та старших — 97,6 чоловіків також старших 18 років.
Середній дохід на одне домашнє господарство  становив 44 763 долари США (медіана — 37 878), а середній дохід на одну сім'ю — 53 738 доларів (медіана — 48 555). Медіана доходів становила 32 772 долари для чоловіків та 29 856 доларів для жінок. За межею бідності перебувало 15,8 % осіб, у тому числі 14,7 % дітей у віці до 18 років та 3,5 % осіб у віці 65 років та старших.
Цивільне працевлаштоване населення становило 1820 осіб. Основні галузі зайнятості: освіта, охорона здоров'я та соціальна допомога — 17,5 %, мистецтво, розваги та відпочинок — 11,7 %, будівництво — 11,2 %, роздрібна торгівля — 10,9 %.